# Нижньосірогозька селищна рада
Нижньосірого́зька се́лищна ра́да — адміністративно-територіальна одиниця та орган місцевого самоврядування в Нижньосірогозькому районі Херсонської області. Адміністративний центр — селище міського типу Нижні Сірогози.

## Загальні відомості
- Територія ради: 180,913 км²
- Населення ради: 5 992 особи (станом на 2001 рік)

## Населені пункти
Селищній раді підпорядковані населені пункти:
- смт Нижні Сірогози

## Склад ради
Рада складається з 30 депутатів та голови.
- Голова ради: Грушко Олександр Федорович
- Секретар ради: Кутіщева Світлана Сергіївна

### Керівний склад попередніх скликань
| Прізвище, ім'я, по батькові | Основні відомості                                                        | Дата обрання | Дата звільнення |
| --------------------------- | ------------------------------------------------------------------------ | ------------ | --------------- |
| Грушко Олександр Федорович  | Селищний голова, 1959 року народження, освіта вища, безпартійний         | 26.03.2006   | 31.10.2010      |
| Грушко Олександр Федорович  | Селищний голова, 1959 року народження, освіта вища, член Партії регіонів | 31.10.2010   |                 |

Примітка: таблиця складена за даними сайту Верховної Ради України

### Депутати
За результатами місцевих виборів 2010 року:
- Кількість мандатів: 30
- Кількість мандатів, отриманих за результатами виборів: 27
- Кількість мандатів, що залишаються вакантними: 3

#### За суб'єктами висування
| Суб'єкт висування                                       | Кількість обраних депутатів | %    |
| ------------------------------------------------------- | --------------------------- | ---- |
| Народна партія                                          | 8                           | 29,6 |
| Самовисування                                           | 7                           | 25,9 |
| Партія регіонів                                         | 6                           | 22,2 |
| Комуністична партія України                             | 3                           | 11,1 |
| Політична партія Всеукраїнське об'єднання «Батьківщина» | 2                           | 7,4  |
| Соціал-демократична партія України                      | 1                           | 3,7  |

#### За округами
| № округу                                                | Прізвище, ім'я, по батькові     | Дата визнання обраним | Освіта  | Партійна приналежність                                | Відомості про обраного депутата                                                                               |
| ------------------------------------------------------- | ------------------------------- | --------------------- | ------- | ----------------------------------------------------- | --- |
| Комуністична партія України                             |                                 |                       |         |                                                       | |
| 10                                                      | Іщенко Володимир Миколайович    | 02.11.2010            | вища    | позапартійний                                         | Нижньосірогозька райспоживспілка, технік — електрик                                                           |
| 22                                                      | Шелєхова Антоніна Василівна     | 02.11.2010            | вища    | позапартійна                                          | тимчасово не працює                                                                                           |
| 29                                                      | Харченко Тетяна Анатоліївна     | 02.11.2010            | вища    | позапартійна                                          | Нижньосірогозька ЦРЛ, лаборант                                                                                |
| Народна Партія                                          |                                 |                       |         |                                                       | |
| 2                                                       | Супрун Іван Михайлович          | 02.11.2010            | вища    | член Народної партії                                  | Нижньосірогозька загальноосвітня школа I-III ст., вчитель                                                     |
| 3                                                       | Кутіщева Світлана Сергіївна     | 02.11.2010            | вища    | позапартійна                                          | Нижньосірогозька селищна рада, секретар                                                                       |
| 4                                                       | Тимоник Ірина Юріївна           | 02.11.2010            | вища    | член Народної партії                                  | Управління праці та соціального захисту населення Нижньосірогозької райдержадміністрації, головний спеціаліст |
| 9                                                       | Романенко Василь Іванович       | 02.11.2010            | вища    | член Народної партії                                  | Фермерське господарство «ФЕРО», голова                                                                        |
| 11                                                      | Лелик Юрій Михайлович           | 02.11.2010            | середня | позапартійний                                         | фізична особа-підприємець                                                                                     |
| 14                                                      | Ковлева Валентина Петрівна      | 02.11.2010            | середня | член Народної партії                                  | Відділ культури і туризму райдержадміністрації, бухгалтер                                                     |
| 21                                                      | Ріжко Андрій Андрійович         | 02.11.2010            | середня | позапартійний                                         | приватний підприємець                                                                                         |
| 27                                                      | Прищепа Ольга Іванівна          | 02.11.2010            | вища    | член Народної партії                                  | Нижньосірогозький територіальний центр по наданню послуг, соціальний робітник                                 |
| Партія регіонів                                         |                                 |                       |         |                                                       | |
| 1                                                       | Колесник Олександра Степанівна  | 02.11.2010            | вища    | член Партії регіонів                                  | Нижньосірогозький райавтодор, головний бухгалтер                                                              |
| 5                                                       | Гришко Євген Вадимович          | 02.11.2010            | вища    | член Партії регіонів                                  | Відділ соціальної роботи районного центру соціальних служб для сім'ї, дітей та молоді, начальник              |
| 16                                                      | Прищепа Юрій Леонідович         | 02.11.2010            | вища    | член Партії регіонів                                  | тимчасово не працює                                                                                           |
| 19                                                      | Щеглова Ляна Павлівна           | 02.11.2010            | вища    | позапартійна                                          | приватний підприємець                                                                                         |
| 20                                                      | Смірнова Олена Вікторівна       | 02.11.2010            | вища    | член Партії регіонів                                  | Нижньосірогозька загальноосвітня школа I-III ст., вчитель початкових класів                                   |
| 26                                                      | Міщенко Юлія Олександрівна      | 02.11.2010            | вища    | член Партії регіонів                                  | тимчасово не працює                                                                                           |
| Політична партія Всеукраїнське об'єднання «Батьківщина» |                                 |                       |         |                                                       | |
| 15                                                      | Маліновський В'ячеслав Іванович | 02.11.2010            | середня | член Всеукраїнського об'єднання «Батьківщина»         | Нижньосірогозький дитячий дошкільний заклад № 1, охоронець                                                    |
| 24                                                      | Мурко Тетяна Леонідівна         | 02.11.2010            | вища    | член Всеукраїнського об'єднання «Батьківщина»         | тимчасово не працює                                                                                           |
| Соціал-демократична партія України                      |                                 |                       |         |                                                       | |
| 7                                                       | Міщенко Віталій Вікторович      | 02.11.2010            | вища    | позапартійний                                         | Нижньосірогозька санепідемстанція, помічник лікаря — гігієніста                                               |
| Самовисування                                           |                                 |                       |         |                                                       | |
| 6                                                       | Пашко Інна Володимирівна        | 02.11.2010            | вища    | позапартійна                                          | Управління праці та соціального захисту населення Нижньосірогозької райдержадміністрації, начальник           |
| 12                                                      | Клименко Тамара Вікторівна      | 02.11.2010            | вища    | позапартійна                                          | Редакція районної газети «Червоний промінь», бухгалтер                                                        |
| 13                                                      | Потєряєва Євгенія Олександрівна | 02.11.2010            | середня | позапартійна                                          | Відділ РАЦС Нижньосірогозького районного управління юстиції, прибиральниця                                    |
| 17                                                      | Сидоренко Антоніна Сергіївна    | 02.11.2010            | вища    | позапартійна                                          | Відділ РАЦС Нижньосірогозького районного управління юстиції, керівник                                         |
| 23                                                      | Кутіщева Віра Іванівна          | 02.11.2010            | вища    | член Партії регіонів                                  | селищний клуб, завідувачка                                                                                    |
| 25                                                      | Конюх Сергій Володимирович      | 02.11.2010            | вища    | член Соціал-демократичної партії України (об'єднаної) | Нижньосірогозька селищна рада, спеціаліст — землевпорядник                                                    |
| 28                                                      | Бірюкова Ольга Іванівна         | 02.11.2010            | вища    | член Партії Християнсько-Демократичний Союз           | Нижньосірогозький райсількомунгосп, контролер                                                                 |